# Thismia racemosa
Thismia racemosa är en enhjärtbladig växtart som beskrevs av Henry Nicholas Ridley. Thismia racemosa ingår i släktet Thismia och familjen Burmanniaceae. Inga underarter finns listade i Catalogue of Life.